# Saint-Vaize
Saint-Vaize là một xã trong tỉnh Charente-Maritime trong vùng Nouvelle-Aquitaine, tây nam nước Pháp. Xã Saint-Vaize nằm ở khu vực có độ cao trung bình 40 mét trên mực nước biển.